# بنك لئومي
بَنْك لِئُومِي (بالعبرية: בנק לאומי؛ معناه: البنك الوطني) مصرفٌ إسرائيليٌّ أسس يوم 27 فبراير 1902 في يافا باسم الشركة الإنكليزية الفلسطينية المنبثقة عن بنك الاحتلال اليهودي (Jüdische Kolonialbank) على يد أفراد من الحركة الصهيونية لتشجيع الصناعة والعمران والزراعة والبنية التحتية في فلسطين. وهو اليوم أكبر بنك في إسرائيل (حسب إجمالي الأصول)، ويبلغ عدد موظفيه 13,500 وله أفرع في 20 بلدا.

## مباني معلامية
المكتب الرئيسي لبنك لئومي الذي يقع على شارع يافا في أروشليم القدس بني في عهد الانتداب البريطاني من قبل المهندس الألماني اليهودي إريك مندلسون يعتبر معلم. هناك مكتب أخر على شارع رمبان في أورشليم القدس في حي رِحَبيه، تمثيلاً هندسة باوهاوس التي بنيت على يد المهندس اليهودي الألماني ليوبولد كراكوير. بني في عام 1935 كمنزل خاص، جُدد في عام 2007 لاستعادة الواجهة الأصلية.

## التاريخ

### هيرتسل و«دولة اليهود»
يمكن إرجاع أسلاف الصندوق الاحتلالي اليهودي إلى كتاب دولة اليهود لهرتزل، والذي يعرض بالتفصيل رؤيته لكيفية إنشاء الدولة اليهودية. تم إسناد دور رئيسي في هذه الرؤية إلى هيئة ضخمة ستسمى "الشركة اليهودية"، والتي "تأسست كشركة مساهمة خاضعة للسلطة القضائية الإنجليزية، ومؤطرة وفقًا للقوانين الإنجليزية، وتحت حماية إنجلترا" . في رؤية هيرتسل، ستسيطر هذه الشركة تقريبًا على كل الأراضي في فلسطين وستتولى نقل ملايين الأشخاص إلى هناك في غضون سنوات قليلة - جميع اليهود الذين يعيشون في العالم أو تقريبًا جميعهم. ومن ثم ستهتم بجميع الخدمات اللوجستية اللازمة لتوطينهم في بلدهم الجديد، وتوطينهم في البيئات الحضرية والريفية، واستمرار الزراعة والتجارة والصناعة. بالنسبة للمهام الشاقة التي تصورها، قدر هيرتسل أن رأس مال الشركة يجب أن يكون حوالي ألف مليون مارك (حوالي 50.000.000 جنيه إسترليني أو 200.000.000 دولار).
ومن الناحية العملية، لم تكن الحركة الصهيونية قادرة على الإطلاق - سواء سياسياً أو مالياً - على القيام بأي شيء بهذه الأبعاد ولو من بعيد. "الصندوق الاحتلالي اليهودي" الفعلي - الذي تم إنشاؤه بالفعل في لندن - كان في الواقع نموذجًا صغير الحجم للشركة التي تصورها "Der Judenstaat": كان رأسمالها جزءًا صغيرًا من المبلغ المتصور لـ "الشركة اليهودية" وشركائها. يقتصر النشاط على نقل وتوطين أعداد صغيرة من اليهود على أي قطع محدودة من الأراضي في فلسطين تمكنت الحركة الصهيونية من شرائها. ومع ذلك، كان لـ "الصندوق الاحتلالي" دور رئيسي في التنفيذ الفعلي للمشروع الصهيوني، وصولاً إلى إنشاء إسرائيل في نهاية المطاف.

### صندوقُ الاحتلالِ اليهوديُّ
تأسس صندوقُ الاحتلالِ اليهوديُّ (بالألمانية: Jüdische Kolonialbank)، سلف بنك لئومي الحالي، في المؤتمر الصهيوني الثاني في بازل وتم تأسيسه في لندن عام 1899 كأداة مالية للمنظمة الصهيونية.[3]: ص.19  رأس المال الأولي الذي تم جمعه - بإجمالي 395 ألف جنيه إسترليني - كان أقل بكثير من الهدف البالغ 8 ملايين جنيه إسترليني؛ كتب ناحوم سوكولوف في عام 1919: "بدأت شركة شرق أفريقيا البريطانية، التي كانت تدير 200 ألف ميل مربع، بنفس المبلغ وهو 250 ألف جنيه إسترليني."[6]

### البنك الإنكليزي الفلسطيني
تم تنفيذ أنشطة البنك في فلسطين من قبل البنك الإنكليزي الفلسطيني، وهو شركة تابعة تأسست عام 1902. افتتح البنك أول فرع له في يافا عام 1903 تحت إدارة زلمان دفيد لفونتين. وشملت المعاملات المبكرة شراء الأراضي والواردات والحصول على الامتيازات. وتم افتتاح فروع في القدس وبيروت والخليل وصفد وحيفا وطبريا وغزة.
قدم مصرف أنجلو-فلسطين قروضًا طويلة الأجل للمزارعين وقدم قروضًا لجمعية أحوزات بيت التي قامت ببناء الحي الأول في تل أبيب. خلال الحرب العالمية الأولى، أعلنت الحكومة العثمانية أن المصرف المسجل في إنجلترا مؤسسة معادية وتحركت لإغلاقه ومصادرة أمواله.
بعد الحرب العالمية الأولى، توسعت عملياته. وفي عام 1932، انتقل الفرع الرئيسي من يافا إلى القدس. خلال الحرب العالمية الثانية، ساعد مصرف أنجلو-فلسطين في تمويل إنشاء الصناعات التي تصنع الإمدادات للجيش البريطاني.

## الجدل
في أكتوبر 2017، حظرت شركة سامبينشن الدنماركية للمعاشات التقاعدية الاستثمار في بنك لئومي إلى جانب ثلاث شركات أخرى تعمل في المستوطنات الإسرائيلية غير القانونية في الضفة الغربية، بما في ذلك بنك هبوعليم وشركة الاتصالات الإسرائيلية بيزك والشركة الألمانية هايدلبرج للأسمنت
في 12 فبراير 2020، نشرت الأمم المتحدة قاعدة بيانات تضم 112 شركة تساعد في تعزيز النشاط الاستيطاني الإسرائيلي في الضفة الغربية، بما في ذلك القدس الشرقية، وكذلك في مرتفعات الجولان المحتلة. وتعتبر هذه المستوطنات غير قانونية بموجب القانون الدولي. وقد أُدرج بنك لئومي في قاعدة البيانات بسبب "توفيره للخدمات والمرافق التي تدعم صيانة المستوطنات ووجودها" و"العمليات المصرفية والمالية التي تساعد في تطوير أو توسيع أو الحفاظ على المستوطنات وأنشطتها" في هذه الأراضي المحتلة.
في 5 يوليو 2021، أعلن أكبر صندوق تقاعد في النرويج KLP أنه سيسحب استثماراته من بنك ليومي إلى جانب 15 كيانًا تجاريًا آخر متورطًا في تقرير الأمم المتحدة بسبب ارتباطها بالمستوطنات الإسرائيلية في الضفة الغربية المحتلة.